# Henry Trévoux
Henry Trévoux, ou Henri Trévoux (né Henri Maurice Séraphin Mathieu le 31 mars 1880 à Grenoble et mort le 16 juillet 1943 à Paris), est un acteur français.

## Filmographie
- 1929 : C'est par amour pour vous Madame de Henry Lepage (court métrage)
- 1931 : Un homme en habit de René Guissart
- 1932 : Mon cœur balance de René Guissart
- 1932 : Le Dernier Choc de Jacques de Baroncelli : Frémiet
- 1932 : Le Crime du Bouif d'André Berthomieu : Le commissaire
- 1932 : Bariole de Benno Vigny
- 1932 : Aux urnes, citoyens ! de Jean Hémard
- 1933 : Noces et banquets de Roger Capellani (court métrage)
- 1933 : Mademoiselle Josette, ma femme d'André Berthomieu : le directeur
- 1933 : Plein aux as de Jacques Houssin : Le Dattier
- 1933 : Pour être aimé de Jacques Tourneur
- 1933 : Le Tunnel de Kurt Bernhardt
- 1934 : Le Secret d'une nuit de Félix Gandéra : L'assistant
- 1935 : Jim la Houlette de André Berthomieu : L'éditeur
- 1935 : Odette de Jacques Houssin : Béchamel
- 1937 : Le Fauteuil 47 de Fernand Rivers : Trémois
- 1938 : Prince de mon cœur de Jacques Daniel-Norman
- 1938 : La Présidente de Fernand Rivers
- 1938 : La Goualeuse de Fernand Rivers : Un inspecteur
- 1943 : Vautrin de Pierre Billon

## Théâtre
- 1906, Mademoiselle Josette, ma femme de Robert Charvay et Paul Gavault, Théâtre du Gymnase
- 1909, Le Scandale d'Henry Bataille, Théâtre de la Renaissance
- 1909, La Petite Chocolatière de Paul Gavault, Théâtre de la Renaissance
- 1927, Désiré de Sacha Guitry, Théâtre Édouard VII